# 川向町 (横浜市)
川向町（かわむこうちょう）は、神奈川県横浜市都筑区の地名。「丁目」の設定のない単独町名である。住居表示未実施区域。

## 地理
都筑区の南東端に当たる。第三京浜・首都高速横浜北線・横浜北西線の港北インターチェンジ・港北ジャンクションがある。西に池辺町、北に東方町と折本町と大熊町、東に港北区新羽町、鶴見川を挟んで南に港北区小机町と緑区東本郷町と接している。

### 字名
- 県沼
- 宮ノ前
- 南耕地
- 北耕地
- 下埜
- 舁沼 [2][6]

### 河川
- 鶴見川

## 歴史

### 沿革
かつては横浜市に編入前のこの場所は、都筑郡川和町大字川向であった。
- 1939年（昭和14年）4月1日 - 横浜市に編入。横浜市港北区川向町となる[7]。
- 1969年（昭和44年）10月1日 - 行政区再編成に伴い、緑区を新設。横浜市緑区川向町となる[8]。
- 1978年（昭和53年）3月4日 - 土地改良事業に伴い、港北区小机町の間の境界を変更[9][10]。
- 1978年（昭和53年）5月29日 - 町界町名地番整理に伴い、東本郷町の一部を川向町に編入[10]。
- 1994年（平成6年）11月6日 - 行政区再編成に伴い、都筑区を新設。横浜市都筑区川向町となる[11]。

## 世帯数と人口
2025年（令和7年）6月30日現在（横浜市発表）の世帯数と人口は以下の通りである。
| 町丁   | 世帯数  | 人口    |
| ------ | ------- | ------- |
| 川向町 | 647世帯 | 1,199人 |

### 人口の変遷
国勢調査による人口の推移。
| 年                 | 人口  |
| ------------------ | ----- |
| 1995年（平成7年）  | 1,094 |
| 2000年（平成12年） | 1,098 |
| 2005年（平成17年） | 1,207 |
| 2010年（平成22年） | 1,165 |
| 2015年（平成27年） | 1,288 |
| 2020年（令和2年）  | 1,243 |

### 世帯数の変遷
国勢調査による世帯数の推移。
| 年                 | 世帯数 |
| ------------------ | ------ |
| 1995年（平成7年）  | 405    |
| 2000年（平成12年） | 430    |
| 2005年（平成17年） | 520    |
| 2010年（平成22年） | 560    |
| 2015年（平成27年） | 654    |
| 2020年（令和2年）  | 626    |

## 学区
市立小・中学校に通う場合、学区は以下の通りとなる（2024年11月時点）。
| 番・番地等                            | 小学校             | 中学校             |
| ------------------------------------- | ------------------ | ------------------ |
| 1〜599番地 808〜1080番地 1385番地以降 | 横浜市立都田小学校 | 横浜市立都田中学校 |
| 600〜807番地 1081〜1384番地           | 横浜市立折本小学校 | 横浜市立都田中学校 |

## 事業所
2021年（令和3年）現在の経済センサス調査による事業所数と従業員数は以下の通りである。
| 町丁   | 事業所数  | 従業員数 |
| ------ | --------- | -------- |
| 川向町 | 268事業所 | 3,917人  |

### 事業者数の変遷
経済センサスによる事業所数の推移。
| 年                 | 事業者数 |
| ------------------ | -------- |
| 2016年（平成28年） | 276      |
| 2021年（令和3年）  | 268      |

### 従業員数の変遷
経済センサスによる従業員数の推移。
| 年                 | 従業員数 |
| ------------------ | -------- |
| 2016年（平成28年） | 3,955    |
| 2021年（令和3年）  | 3,917    |

## 施設
- 崎陽軒 横浜工場
- 西濃運輸 横浜支店
- ミツウロコ 横浜営業所

## その他

### 日本郵便
- 郵便番号 : 224-0044[3]（集配局：都筑郵便局[21]）

### 警察
町内の警察の管轄区域は以下の通りである。
| 番・番地等 | 警察署     | 交番・駐在所 |
| ---------- | ---------- | ------------ |
| 全域       | 都筑警察署 | 折本交番     |